# Jørgen Rosenkrantz (1607–1675)

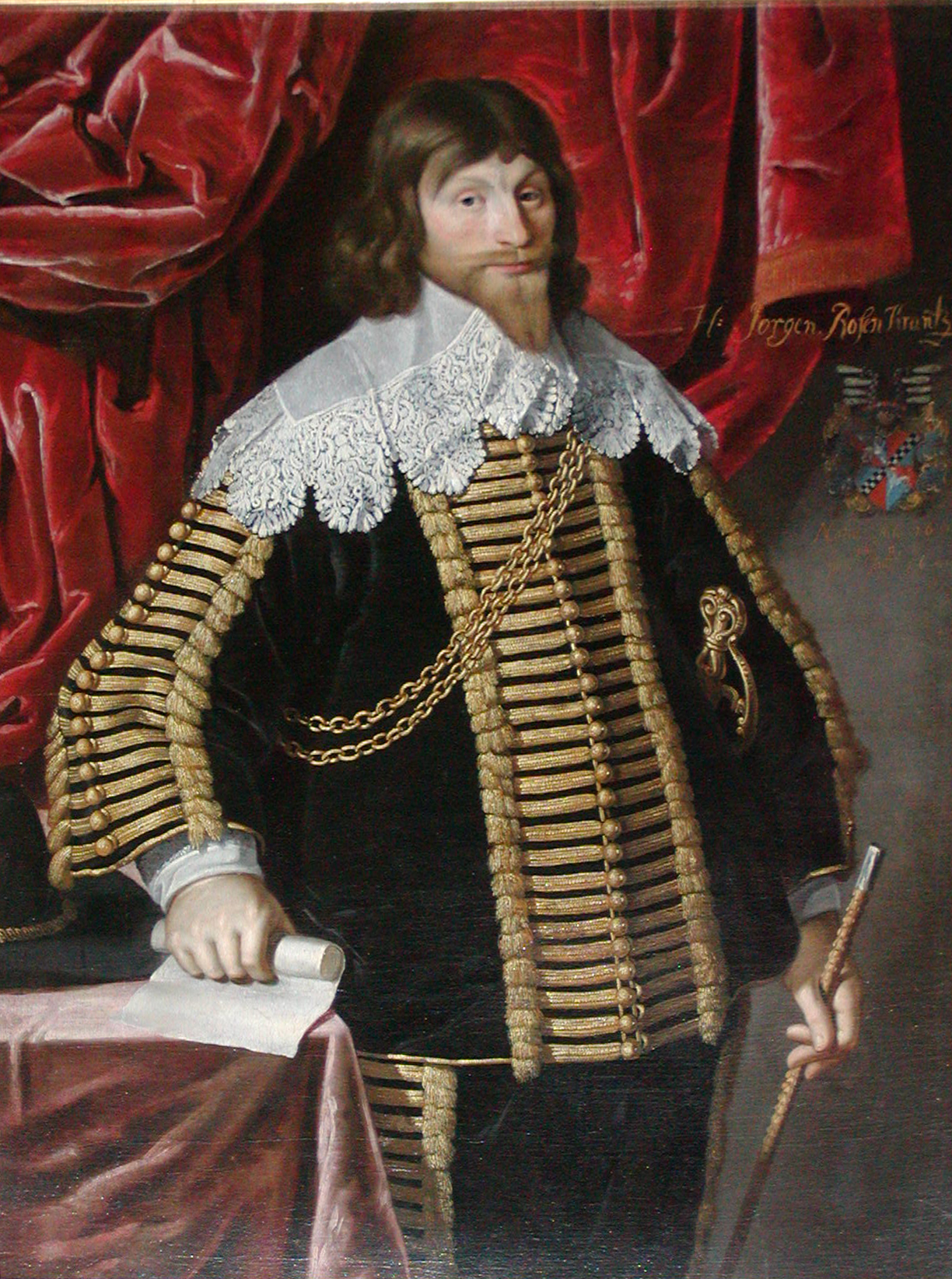
Jørgen Rosenkrantz, oljemålning från 1640 av Johan Thim.

Jørgen Rosenkrantz, född den 11 juni 1607, död den 8 januari 1675, var en dansk adelsman, son till Holger Rosenkrantz ("den lärde"), bror till Gunde och Erik Rosenkrantz.
Rosenkrantz blev räntmästare 1648 och "hofmester" vid Sorö akademi 1653; han ägde så stor teologisk lärdom, att han vid ärkebiskop Svanes död, 1668, ifrågasattes som dennes efterträdare.